# Lingua karakalpaka
La lingua karakalpaka o caracalpaca è una lingua turca parlata in Uzbekistan, nella repubblica autonoma del Karakalpakstan.

## Distribuzione geografica
Secondo Ethnologue, il karakalpako è parlato da circa 400.000 persone, situate principalmente lungo il basso corso del fiume Amu Darya e nelle zone circostanti la parte meridionale del Lago d'Aral. La lingua è attestata anche nelle vicine repubbliche ex-sovietiche Kazakistan, Kirghizistan e Turkmenistan, e nella Federazione Russa.

### Lingua ufficiale
È lingua ufficiale del Karakalpakstan.

### Dialetti e lingue derivate
Si distinguono due varianti dialettali, settentrionale e meridionale.

## Classificazione
Secondo Ethnologue, la classificazione della lingua karakalpaka è la seguente:
- Lingue altaiche
  - Lingue turche
    - Lingue turche occidentali
      - Lingue aralo-caspiche
        - Lingua karakalpaka

## Sistema di scrittura
Per la scrittura vengono utilizzati l'alfabeto cirillico e l'alfabeto latino.